# 発祥
発祥（はっしょう）とは、物事が起こり始まることである。同様のニュアンスを持つ言葉として起源（起原）、ルーツ、原点、源流、由来、元祖、誕生などがある。

## 概要
ある物事の発祥を知るためには、その成り立ちや経緯を探求する必要がある。その結果、当たり前にあると思われていた事象の本質を理解することができる。
例えば、「温故知新」のことわざにもあるように、形骸化・儀式化してしまった慣習の発祥を探求する（故きを温める）ことで、その意義を再発見する（新しきを知る）ことができる。
また、自然科学の分野では、対象の起源を知ることの困難と意義が指摘されている。特に「宇宙の起源」「生命の起源」「意識の起源」などの解明は科学の中で重要問題とされている。
発祥は一つとは限らず、いくつかの説が主張されることもある。その中でも最も支持を得ている説が、「通説」「有力説」などと呼ばれる。また、同じものが複数の地域で独立に発祥するケースもある。
発祥した地域や場所は、「発祥地」と呼ばれる。また、人物、特に、宗教や学問・武芸等の流派を発祥させた創始者の場合は、「開祖」と呼ばれることがある。

## 自然
- 生命
- ヒト
- イヌ

## 創造物
- 宗教
- 語
- 日本語
- 創造神話